# Михальченко Євген Васильович
Євген Васильович Михальченко (2000—2023) — український військовослужбовець, солдат Збройних Сил України, учасник російсько-української війни, який відзначився і загинув під час відбиття російського вторгнення в Україну. Кавалер ордена «За мужність» ІІІ ступеня (посмертно).

## Життєпис
Народився у с. Олексіївці на Донеччині, з дитинства жив у селищі Межовій на Дніпропетровщині, де навчався у середній школі № 2. 
Закінчив Межівське професійно-технічне училище. З ранніх років цікавився бджільництвом, завжди намагався допомагати дідусеві на пасіці, цим згодом і заробляв на життя. Також разом із вітчимом займався бурінням свердловин. У вільний час із задоволенням вивчав щось нове. Любив працювати руками. Захоплювався футболом.
З 2020 року проходив військову службу за контрактом у батальйоні охорони Повітряних сил ЗСУ . 
Після початку повномасштабної війни, у травні 2023-го, за власним бажанням був переведений у 3-тю окрему штурмову бригаду ЗСУ. Обіймав посаду стрільця-санітара 2-ї штурмової роти.
|                                | «Він з перших днів війни зрозумів, що не може і не хоче бути осторонь у такий важкий для України час. Він завжди казав: «Я маю вас захищати. Я маю бути там. Хто, як не ми? Я хочу, щоб ви пишались мною». Він без вагань перевівся в 3 ОШБр, докладав максимум зусиль, аби здобути якомога більше знань, умінь. Як би важко не було, він завжди заспокоював нас словами: «У мене все добре». Мій коханий прагнув захищати нас, хотів боронити нашу землю до останнього подиху, хотів залишити свій слід в боротьбі за незалежність нашої Батьківщини. Він дійсно показував свій патріотизм не словом, а ділом». |
| — Аліна Шолом, наречена Євгена | |

### Загибель
Загинув 31 серпня 2023 року під час бойового завдання в районі міста Бахмут на Донеччині, діставши смертельні поранення від артилерійського обстрілу з боку окупантів. Похований в селі Новопавлівці Дніпропетровської області.
У Євгена залишилися залишилась мама, вітчим, молодша сестра, бабуся, дідусь, наречена, тітка з чоловіком, двоюрідні брат та сестра, які з нетерпінням чекали його повернення.

## Нагороди
- Орден «За мужність» ІІІ ступеня (1 травня 2024 року, посмертно) — за особисту мужність, виявлену у захисті державного суверенітету та територіальної цілісності України, самовіддане виконання військового обов’язку[1];
- Почесний нагрудний знак Головнокомандувача Збройних Сил України «Хрест хоробрих» (Наказ Головнокомандувача ЗСУ від 05.10.23 № 2317, посмертно).